# Arjan Stroetinga
Arjan Stroetinga (* 26. Juni 1981) ist ein niederländischer Eisschnellläufer, der sich auf den Massenstart spezialisiert hat.

## Werdegang
Stroetinga debütierte im Weltcup im März 2012 in Heerenveen und belegte dabei den zweiten Platz im Massenstart. Beim folgenden und letzten Weltcup der Saison 2011/12 kam er mit dem dritten Rang im Massenstart erneut aufs Podest und erreichte damit den dritten Platz im Massenstartweltcup. Zu Beginn der Saison 2012/13 errang er in Heerenveen den zweiten Platz im Massenstart. Im weiteren Saisonverlauf holte er in Inzell seinen ersten Weltcupsieg. Beim Weltcupfinale in Heerenveen wurde er Dritter und gewann damit den Massenstartweltcup. In der folgenden Saison holte er in Inzell seinen zweiten Weltcupsieg und errang in Heerenveen den fünften Platz. Im Massenstartweltcup wurde er Zweiter. In der Saison 2014/15 erreichte er im Weltcup einmal den zweiten und einmal den dritten Platz in der Teamverfolgung. Im Massenstart belegte er in Berlin den zweiten Rang. Bei den weiteren Weltcupmassenstarts kam er auf den 14., den 27. und zehnten Platz und errang damit den 12. Platz im Massenstartweltcup. Im Februar 2015 holte er bei den Einzelstreckenweltmeisterschaften in Heerenveen die Goldmedaille im Massenstart. Zu Beginn der folgenden Saison siegte er beim Weltcup in Salt Lake City im Massenstart.

## Persönliche Bestzeiten
- 500 m: 38,36 s (aufgestellt am 18. Oktober 2015 in Inzell)
- 1000 m: 1:19,84 min (aufgestellt am 24. März 2002 in Heerenveen)
- 1500 m: 1:50,37 min (aufgestellt am 18. Oktober 2015 in Inzell)
- 3000 m: 3:48,81 min (aufgestellt am 28. Oktober 2011 in Heerenveen)
- 5000 m: 6:19,18 min (aufgestellt am 12. März 2016 in Heerenveen)
- 10.000 m: 12:51,92 min (aufgestellt am 21. November 2015 in Salt Lake City)

## Weltcupsiege

### Weltcupsiege im Einzel
| Nr. | Datum             | Ort            | Disziplin   |
| --- | ----------------- | -------------- | ----------- |
| 1.  | 10. Februar 2013  | Inzell         | Massenstart |
| 2.  | 8. März 2014      | Inzell         | Massenstart |
| 3.  | 22. November 2015 | Salt Lake City | Massenstart |
| 4.  | 13. Dezember 2015 | Heerenveen     | Massenstart |
| 5.  | 23. Januar 2021   | Heerenveen     | Massenstart |

### Weltcupsiege im Team
| Nr. | Datum            | Ort        | Disziplin        |
| --- | ---------------- | ---------- | ---------------- |
| 1.  | 4. Dezember 2015 | Inzell     | Teamverfolgung 1 |
| 2.  | 11. März 2016    | Heerenveen | Teamverfolgung 1 |